# Sămăila, Argeș
Sămăila este un sat în comuna Priboieni din județul Argeș, Muntenia, România.